# Andrena ermolenkoi
Andrena ermolenkoi är en biart som beskrevs av Osytshnjuk 1984. Andrena ermolenkoi ingår i släktet sandbin, och familjen grävbin. Inga underarter finns listade i Catalogue of Life.